# Quake Champions
Quake Champions es un videojuego desarrollado por id Software y publicado por Bethesda Softworks. Forma parte de la serie Quake. Quake Champions fue publicado principalmente en Microsoft Windows. Quake Champions sería la primera entrada principal en la serie Quake serie desde 2005 con Quake 4.

## Desarrollo
El juego fue nombrado bajo el codename de "Lovecraft" durante el desarrollo. El concepto del juego ya existía en el 2013, ya que los desarrolladores estaban analizando cómo construir otro Quake afuera de Quake Live para así evolucionar y no quedar atrás en la fuerte competencia que existe actualmente en juegos FPS en línea. Cuando comenzaron a testear algunos prototipos con el motor Quake Live, los desarrolladores tomaron nota del desarrollo de Doom. Saber Interactive fue llamado a trabajar en el juego, ya que el proyecto se separó totalmente de Quake Live.
Quake Champions fue anunciado en la Electronic Entertanmient Expo 2016 junto a un tráiler de debut. Presentando varios personajes, cada uno con habilidades únicas. El juego promete ser un “shooter de arena rápido” al estilo Quake III Arena o Quake Live y su puerto no será liberado en videoconsolas.
En la QuakeCon 2016, Tim Willits reveló que Quake Champions no usará el motor id Tech 6 pero si que será un motor gráfico híbrido entre el id Tech y el Saber Tech de Saber Interactive.
Lo cual significa que varias de las características vistas en DOOM no estarán en Quake Champions, como Realidad Virtual y SnapMap. A pesar de que el soporte de mods está planeado para después de la liberación.
Está revelado que este juego en un comienzo iba a ser una expansión de Quake Live, pero el desarrollo del juego tomo otro rumbo.

## Aspectos Técnicos
Quake Champions ejecuta un motor gráfico híbrido entre id Tech (versión desconocida) junto con el motor Saber Tech de Saber Interactive. En esta ocasión id Software volverá a mostrar sangre, violencia gore y algunas referencias satánicas que fueron anteriormente censuradas en Quake Live, con el fin de atraer más público y mostrar todo su potencial gráfico. 
Actualmente Quake Champions es únicamente compatible con Microsoft Windows: 7, 8 y 10. Las actualizaciones del juego son continuamente puestas en libertad y se instalan automáticamente cuando el usuario inicia sesión. Quake Champions no tiene modos campaña ni es una continuación directa de Quake 4. Quake Champions llega para competir contra sus dos más fuertes rivales como Overwatch y Unreal Tournament, también remplazara a Quake Live, aunque id Software y Bethesda Softworks no ha dado la fecha para cuando Quake Live será descontinuado. Quake Champions solo se basa en formato FPS multijugador en línea listo para ser jugado desde cualquier parte del mundo.
| Software que utiliza Quake Champions | Software que utiliza Quake Champions | Software que utiliza Quake Champions |
| Aplicación                           | Software                             | Comentarios                          |
| ------------------------------------ | ------------------------------------ | ------------------------------------ |
| Motor                                | id Tech + Saber Tech                 | Híbrido                              |
| Animación                            | NaturalMotion                        |                                      |
| Physics                              | Havok                                |                                      |
| Iluminación                          | Autodesk Beast                       |                                      |
| Interfaz de Usuario (UI)             | Autodesk Scaleform                   |                                      |
| Optimización 3D                      | Simplygon                            |                                      |
| Video                                | Bink Video                           |                                      |
| Audio/Sonido                         | FMOD Sound System FMOD Studio        |                                      |
| Leyenda                              |                                      |                                      |

## Requisitos para Quake Champions
La siguiente tabla comparativa solo es para uso educacional y un formato de guía, para que así con esta información el realmente interesado en jugar Quake Champions tenga una idea de que hardware y software debe usar si quiere mejorar la experiencia en dicho juego. Estos requisitos NO son oficiales ni tampoco fueron extraídos o suministrados por id Software o Bethesda Softworks, pero aun así son mucho mejores y exactos. Para una mejor experiencia en el juego sin importar el hardware que tenga el usuario, se recomienda reducir los gráficos a mínimo, ya que al tratarse de un juego en línea lo que se necesita es fluidez. Jugar con gráficos al tope o en máximo, no incrementara su nivel de juego.
| Requisitos para jugar Quake Champions | Requisitos para jugar Quake Champions | Requisitos para jugar Quake Champions | Requisitos para jugar Quake Champions | Requisitos para jugar Quake Champions |
| ▼ H / C ►                             | Mínimo | Recomendado | Alto Rendimiento | Comentarios |
| ------------------------------------- | --- | --- | --- | --- |
| OS                                    | Windows 7 con SP1 | Windows 8.1 | Windows 10 | Se recomienda arquitectura 64 bits. |
| CPU                                   | Intel Core i3 de 2ª a 7ª Gen AMD FX 4-Core BE de 1ª a 2ª Gen | Intel Core i5 de 2ª a 7ª Gen AMD FX 6-Core BE de 1ª a 2ª Gen | Intel Core i7 de 2ª a 7ª Gen AMD FX 8-Core BE de 1ª a 2ª Gen | |
| GPU                                   | NVIDIA GeForce 400 / 500 ATI Radeon HD 4000 / 5000 | NVIDIA GeForce 600 / 700 ATI Radeon HD 6000 / 7000 | NVIDIA GeForce 900 / 10 AMD Radeon Rx 200 / 300 | Drivers GeForce Game Ready 381.65 WHQL o superiores. Esta versión le da soporte y optimización a QC. |
| Monitor                               | LED / 60Hz ~ 75Hz ~ 100Hz / TDR: 1ms EJ: ASUS VP247H / BenQ ZOWIE RL2460 | LED / 120Hz ~ 144Hz ~ 165Hz / TDR: 1ms EJ: ASUS VG248QE / BenQ ZOWIE XL2411 | LED / 180Hz ~ 200Hz ~ 240Hz / G-SYNC™ / FreeSync™ / TDR: 1ms EJ: ASUS ROG SWIFT PG258Q / AOC AGON AG251FZ | |
| RAM                                   | 4-GB (2×2) / DDR3 / Dual Channel / 1600MHz EJ: G.SKILL RipjawsX (F3-12800CL9D-4GBXL) | 8-GB (4×2) / DDR3 / Dual Channel / 1600MHz EJ: G.SKILL RipjawsX (F3-12800CL8D-8GBXM) | 16-GB (8×2) / DDR4 / Dual Channel / 2133MHz EJ: G.SKILL Ripjaws V (F4-2133C15D-16GVR) | |
| HDD/SSD                               | HDD / SATA III (6 Gb/s) / 7200 RPM / 64 Caché EJ: Western Digital Black (WD2003FZEX) | SSD / SATA III (6 Gb/s) EJ: Samsung SSD 750 EVO (MZ-750120BW) | SSD NVMe M.2 EJ: Samsung SSD 960 EVO (MZ-V6E250BW) | QC actualmente pesa 12GB (comprimido) para descarga y 16GB descomprimido e instalado. Entre más rápido sea el HDD/SSD más rápido cargara el juego. |
| Conexión                              | Fibra Óptica (HFC) / 10-MB / Wi-Fi/Ethernet Ping: 70 ~ 100 (Servidor Extranjero) | Fibra Óptica (FTTH) / 20-MB / Wi-Fi/Ethernet Ping: 40 ~ 70 (Servidor Local/Extranjero) | Fibra Óptica (FTTH) / +20-MB / Ethernet Ping: 0 ~ 40 (Servidor Local) | Ping +100 haría que el hardware sea ineficiente y no se le pueda sacar provecho. |
| Mouse                                 | USB / Sensor Óptico / PR: 250Hz / E / A EJ: Logitech M100 / MS Basic Optical Mouse | USB / Sensor Óptico / PR: 500Hz / E / A EJ: Logitech G203 Prodigy / Razer Abyssus V2 | USB / Sensor Óptico / PR: 1000Hz / E / A EJ: Logitech G403 / Razer DeathAdder Elite | |
| Mouse Pad                             | Fibra / Silicona EJ: Logitech G240 / Razer Sphex V2 | Fibra / Silicona / Antiestático EJ: Logitech G440 / Razer Megasoma 2 | Fibra / Silicona / Antiestático EJ: Logitech G640 / Razer Manticor | |
| Teclado                               | USB / Membrana EJ: Logitech Keyboard K120 / MS Wired Keyboard 200 | USB / Membrana / Mecánico EJ: Logitech G105 / Razer Ornata | USB / Mecánico EJ: Logitech G610 / Razer BlackWidow X Ultimate | |
| Auriculares                           | Supraaurales / Diadema / 2.0 EJ: Sony MDR-ZX110 / Sennheiser PC 31-II | Circumaurales / Diadema / Monocable / 2.0 EJ: Sony MDR-XB950AP / Sennheiser GSP 300 | Circumaurales / Diadema / Monocable / 2.0 / CDR EJ: Sony MDR-10RNC / Sennheiser GAME ZERO | Algunos jugadores PRO en torneos utilizan auriculares intraurales + CDR industriales. EJ: Sony MDR-XB50AP + 3M Peltor X4A. |
| Comentarios                           | Los ejemplos aquí mostrados únicamente son referencias de guía mas no se busca darle publicidad ni protagonismo a ninguna marca o modelo. ● Evitar utilizar dispositivos/periféricos inalámbricos ya que estos entorpecen el rendimiento en el juego o utilizar periféricos inalámbricos de alto rendimiento (Logitech g305 (ratón), Logitech G403 (ratón), Corsair K63 (teclado), etc) ● Quake Champions no es ni se asemeja a Battlefield, Call of Duty o Counter-Strike, Quake Champions es un FPS de culto y un juego 100% en línea en tiempo real que exige mucha agilidad y habilidad psicológica y táctica, por eso se recomienda tener hardware y periféricos de calidad si lo que se busca es mejorar la experiencia y el nivel. ● Quake Champions tiene un consumo promedio en hardware pero para un PC-Gamer regular o hardcore lo ideal es tener un buen equipo para otro tipo de tareas o juegos ya que lo común es que no se dedique únicamente a jugar Quake Champions. | Los ejemplos aquí mostrados únicamente son referencias de guía mas no se busca darle publicidad ni protagonismo a ninguna marca o modelo. ● Evitar utilizar dispositivos/periféricos inalámbricos ya que estos entorpecen el rendimiento en el juego o utilizar periféricos inalámbricos de alto rendimiento (Logitech g305 (ratón), Logitech G403 (ratón), Corsair K63 (teclado), etc) ● Quake Champions no es ni se asemeja a Battlefield, Call of Duty o Counter-Strike, Quake Champions es un FPS de culto y un juego 100% en línea en tiempo real que exige mucha agilidad y habilidad psicológica y táctica, por eso se recomienda tener hardware y periféricos de calidad si lo que se busca es mejorar la experiencia y el nivel. ● Quake Champions tiene un consumo promedio en hardware pero para un PC-Gamer regular o hardcore lo ideal es tener un buen equipo para otro tipo de tareas o juegos ya que lo común es que no se dedique únicamente a jugar Quake Champions. | Los ejemplos aquí mostrados únicamente son referencias de guía mas no se busca darle publicidad ni protagonismo a ninguna marca o modelo. ● Evitar utilizar dispositivos/periféricos inalámbricos ya que estos entorpecen el rendimiento en el juego o utilizar periféricos inalámbricos de alto rendimiento (Logitech g305 (ratón), Logitech G403 (ratón), Corsair K63 (teclado), etc) ● Quake Champions no es ni se asemeja a Battlefield, Call of Duty o Counter-Strike, Quake Champions es un FPS de culto y un juego 100% en línea en tiempo real que exige mucha agilidad y habilidad psicológica y táctica, por eso se recomienda tener hardware y periféricos de calidad si lo que se busca es mejorar la experiencia y el nivel. ● Quake Champions tiene un consumo promedio en hardware pero para un PC-Gamer regular o hardcore lo ideal es tener un buen equipo para otro tipo de tareas o juegos ya que lo común es que no se dedique únicamente a jugar Quake Champions. | Los ejemplos aquí mostrados únicamente son referencias de guía mas no se busca darle publicidad ni protagonismo a ninguna marca o modelo. ● Evitar utilizar dispositivos/periféricos inalámbricos ya que estos entorpecen el rendimiento en el juego o utilizar periféricos inalámbricos de alto rendimiento (Logitech g305 (ratón), Logitech G403 (ratón), Corsair K63 (teclado), etc) ● Quake Champions no es ni se asemeja a Battlefield, Call of Duty o Counter-Strike, Quake Champions es un FPS de culto y un juego 100% en línea en tiempo real que exige mucha agilidad y habilidad psicológica y táctica, por eso se recomienda tener hardware y periféricos de calidad si lo que se busca es mejorar la experiencia y el nivel. ● Quake Champions tiene un consumo promedio en hardware pero para un PC-Gamer regular o hardcore lo ideal es tener un buen equipo para otro tipo de tareas o juegos ya que lo común es que no se dedique únicamente a jugar Quake Champions. |
| Leyenda                               | SP1: Service Pack 1 ● Gen: Generación ● BE: Black Edition ● Rx: R5/R7/R9 ● QC: Quake Champions ● TDR: Tiempo de respuesta ● EJ: Ejemplo ● PR: Polling Rate ● Monitor con tecnología NVIDIA G-SYNC™ ● Monitor con tecnología AMD FreeSync™ ● E / A: Ergonómico / Ambidiestro ● CDR: Canceladores de ruido | SP1: Service Pack 1 ● Gen: Generación ● BE: Black Edition ● Rx: R5/R7/R9 ● QC: Quake Champions ● TDR: Tiempo de respuesta ● EJ: Ejemplo ● PR: Polling Rate ● Monitor con tecnología NVIDIA G-SYNC™ ● Monitor con tecnología AMD FreeSync™ ● E / A: Ergonómico / Ambidiestro ● CDR: Canceladores de ruido | SP1: Service Pack 1 ● Gen: Generación ● BE: Black Edition ● Rx: R5/R7/R9 ● QC: Quake Champions ● TDR: Tiempo de respuesta ● EJ: Ejemplo ● PR: Polling Rate ● Monitor con tecnología NVIDIA G-SYNC™ ● Monitor con tecnología AMD FreeSync™ ● E / A: Ergonómico / Ambidiestro ● CDR: Canceladores de ruido | SP1: Service Pack 1 ● Gen: Generación ● BE: Black Edition ● Rx: R5/R7/R9 ● QC: Quake Champions ● TDR: Tiempo de respuesta ● EJ: Ejemplo ● PR: Polling Rate ● Monitor con tecnología NVIDIA G-SYNC™ ● Monitor con tecnología AMD FreeSync™ ● E / A: Ergonómico / Ambidiestro ● CDR: Canceladores de ruido |

## Jugabilidad
El objetivo en Quake Champions es frag/matar jugadores enemigos y ganar puntos completando el tipo de juego u objetivos específicos, mientras se maniobra dentro de la arena o mapa de combate recolectando elementos para mantener la salud, armadura y munición en lo más alto posible para seguir con vida.

### Personajes
Quake Champions hasta ahora cuenta con 16 personajes o llamados "campeones", entre ellos se pueden encontrar varios tipos de especies. Cada personaje tiene un poder o hablidad, diseño y actúan con diferentes gestos o burlas, también hay que tener cuenta que cuando se juega cualquier tipo de juego siempre habrá un modelo básico de Bot para diferenciar un jugador enemigo de un amigo/aliado.
| Personajes de Quake Champions | Personajes de Quake Champions                                                                        | Personajes de Quake Champions                                                                        | Personajes de Quake Champions                                                                        | Personajes de Quake Champions                                                                        | Personajes de Quake Champions                                                                        | Personajes de Quake Champions                                                                        | Personajes de Quake Champions                                                                        | Personajes de Quake Champions                                                                        | Personajes de Quake Champions                                                                        | Personajes de Quake Champions                                                                        | Personajes de Quake Champions                                                                        | Personajes de Quake Champions                                                                        | Personajes de Quake Champions                                                                        | |
| Nombre                        | Sexo                                                                                                 | Especie                                                                                              | Habilidad Activa                                                                                     | Habilidad Pasiva                                                                                     | Descripción                                                                                          | Comentarios                                                                                          | | | | | | | | |
| ----------------------------- | --- | --- | --- | --- | --- | --- | --- | --- | --- | --- | --- | --- | --- | --- |
| Anarki                        | Varón                                                                                                | | Health Injection                                                                                     | Hoverboard Pro                                                                                       | Transhuman Punk                                                                                      | | | | | | | | | |
| Athena                        | Mujer                                                                                                | | Grappling Hook                                                                                       | Ramp Jump                                                                                            | Marooned GDF                                                                                         | | | | | | | | | |
| BJ Blazkowicz                 | Varón                                                                                                | | Duel Wield                                                                                           | Regeneration                                                                                         | One-Man Army                                                                                         | | | | | | | | | |
| Clutch                        | Varón                                                                                                | | Barrier                                                                                              | Acceleration / Dodge                                                                                 | Awakened Automaton                                                                                   | | | | | | | | | |
| Death Knight                  | Varón                                                                                                | | Flame Strike                                                                                         | Forged Skin / Charring                                                                               | Warrior Eternal                                                                                      | | | | | | | | | |
| Doom Slayer                   | Varón                                                                                                | | Berserk                                                                                              | Double Jump                                                                                          | Hell Walker                                                                                          | | | | | | | | | |
| Eisen                         | Varón                                                                                                | | Sentry Turret                                                                                        | Salvage                                                                                              | Deft Engineer                                                                                        | | | | | | | | | |
| Galena                        | Mujer                                                                                                | | Unholy Totem                                                                                         | Channeling                                                                                           | Unholy Paladin                                                                                       | | | | | | | | | |
| Keel                          | Varón                                                                                                | | Granade Swarm                                                                                        | Stockpile                                                                                            | Resurrected War-Machine                                                                              | | | | | | | | | |
| Nyx                           | Mujer                                                                                                | | Ghost Walk                                                                                           | Wall Jump                                                                                            | Fathom Agent                                                                                         | | | | | | | | | |
| Ranger                        | Varón                                                                                                | | Dire Orb                                                                                             | Son of a Gun                                                                                         | Slipgate Marine                                                                                      | | | | | | | | | |
| Scalebearer                   | Varón                                                                                                | | Bull Rush                                                                                            | Heavyweight                                                                                          | Planetary War General                                                                                | | | | | | | | | |
| Slash                         | Mujer                                                                                                | | Plasma Trail                                                                                         | Crouch Slide                                                                                         | Roller Queen                                                                                         | | | | | | | | | |
| Sorlag                        | Mujer                                                                                                | | Acid Spit                                                                                            | Bunny Hop / Acid Fiend                                                                               | Sorg Flesh-Trader                                                                                    | | | | | | | | | |
| Strogg & Peeker               | Varón                                                                                                | | Drone Strike                                                                                         | Stroyent Cell                                                                                        | Undying Infiltrators                                                                                 | | | | | | | | | |
| Visor                         | Varón                                                                                                | | Piercing Sight                                                                                       | Full Sprint                                                                                          | Cybernetic Clone                                                                                     | | | | | | | | | |
| Leyenda                       | Lista organizada alfabéticamente. ● Toda la información sobre los jugadores la pueden encontrar AQUÍ | Lista organizada alfabéticamente. ● Toda la información sobre los jugadores la pueden encontrar AQUÍ | Lista organizada alfabéticamente. ● Toda la información sobre los jugadores la pueden encontrar AQUÍ | Lista organizada alfabéticamente. ● Toda la información sobre los jugadores la pueden encontrar AQUÍ | Lista organizada alfabéticamente. ● Toda la información sobre los jugadores la pueden encontrar AQUÍ | Lista organizada alfabéticamente. ● Toda la información sobre los jugadores la pueden encontrar AQUÍ | Lista organizada alfabéticamente. ● Toda la información sobre los jugadores la pueden encontrar AQUÍ | Lista organizada alfabéticamente. ● Toda la información sobre los jugadores la pueden encontrar AQUÍ | Lista organizada alfabéticamente. ● Toda la información sobre los jugadores la pueden encontrar AQUÍ | Lista organizada alfabéticamente. ● Toda la información sobre los jugadores la pueden encontrar AQUÍ | Lista organizada alfabéticamente. ● Toda la información sobre los jugadores la pueden encontrar AQUÍ | Lista organizada alfabéticamente. ● Toda la información sobre los jugadores la pueden encontrar AQUÍ | Lista organizada alfabéticamente. ● Toda la información sobre los jugadores la pueden encontrar AQUÍ | Lista organizada alfabéticamente. ● Toda la información sobre los jugadores la pueden encontrar AQUÍ |

### Tipos de Juego
Quake Champions consta hasta ahora con 5 tipos de juego, algunos son sin equipo y otros en equipo. Cada uno de los juegos tiene un objetivo diferente y que a menudo también requieren de diferentes estrategias. Quake Champions desafía las habilidades de cada combatiente y un seguimiento de su progreso en estos 5 tipos de juego. También hay una modalidad extra llamada Instagib que consiste en matar al enemigo de un solo disparo.
Tipos de juego (Competitivos)
- Duel
- Deathmatch (DM)
- Instagib

Tipos de juego (Cooperativos)
- Team Deathmatch (TDM)
- Sacrifice (SA)

### Armas
Los jugadores tienen un total de 8 armas a su disposición. Al inicio de cada partida, dependiendo de la arena y el tipo de juego en que estén batallando, unas armas pueden estar disponibles y otras no. Las armas y su munición se pueden encontrar generalmente en la misma arena/mapa en puntos específicos por donde el jugador va recorriendo.
Lista de armas:
- Gauntlet
- Heavy Machinegun (HM)
- Super Nailgun (SN)
- Super Shotgun (SS)
- Rocket Launcher (RL)
- Lightning Gun (LG)
- Railgun (RG)
- Tribolt (TB)

Toda la información sobre las armas la pueden encontrar AQUÍ

### Arenas/Mapas
Quake Champions contiene arenas/mapas de diferente dificultad con muchas características y peligros, algunas pueden ser fáciles de maniobrar y otras pueden ser extremadamente mortíferas. Actualmente, Quake Champions cuenta con 16 arenas diferentes:
- Awoken
- Blood Covenant
- Blood Run
- Burial Chamber
- Church of Azathoth
- Citadel
- Corrupted Keep
- Deep Embrace
- Exile
- Lockbox
- Ruins of Sarnath
- Tempest Shrine
- The Longest Yard
- The Molten Falls
- Tower of Koth
- Vale of Pnath

Toda la información sobre las arenas/mapas la pueden encontrar AQUÍ

## Servidores
Quake Champions cuenta actualmente con 18 servidores en 13 países.
| Servidores Actuales (Mayo 2018) | Servidores Actuales (Mayo 2018) | Servidores Actuales (Mayo 2018) | Servidores Actuales (Mayo 2018) | Servidores Actuales (Mayo 2018) | Servidores Actuales (Mayo 2018) | Servidores Actuales (Mayo 2018) |
| País                            | Ciudad                          | Capacidad                       | Dirección IP                    | Hosting                         | Comunidad                       | Comentarios                     |
| ------------------------------- | ------------------------------- | ------------------------------- | ------------------------------- | ------------------------------- | ------------------------------- | ------------------------------- |
| Alemania                        | Fráncfort                       |                                 |                                 |                                 |                                 |                                 |
| Australia                       | Sídney                          |                                 |                                 |                                 |                                 |                                 |
| Brasil                          | São Paulo                       |                                 |                                 |                                 |                                 |                                 |
| Corea del Sur                   | Seúl                            |                                 |                                 |                                 |                                 |                                 |
| Estados Unidos                  | Dallas (TX)                     |                                 |                                 |                                 |                                 |                                 |
| Estados Unidos                  | Ohio (OH)                       |                                 |                                 |                                 |                                 |                                 |
| Estados Unidos                  | Oregón (OR)                     |                                 |                                 |                                 |                                 |                                 |
| Estados Unidos                  | Virginia (VA)                   |                                 |                                 |                                 |                                 |                                 |
| India                           | Bombay                          |                                 |                                 |                                 |                                 |                                 |
| Irlanda                         | Irlanda                         |                                 |                                 |                                 |                                 |                                 |
| Países Bajos                    | Róterdam                        |                                 |                                 |                                 |                                 |                                 |
| Polonia                         | Varsovia                        |                                 |                                 |                                 |                                 |                                 |
| Rusia                           | Moscú                           |                                 |                                 |                                 |                                 |                                 |
| Rusia                           | Novosibirsk                     |                                 |                                 |                                 |                                 |                                 |
| Rusia                           | San Petersburgo                 |                                 |                                 |                                 |                                 |                                 |
| Singapur                        | Singapur                        |                                 |                                 |                                 |                                 |                                 |
| Sudáfrica                       | Johannesburgo                   |                                 |                                 |                                 |                                 |                                 |
| Suecia                          | Estocolmo                       |                                 |                                 |                                 |                                 |                                 |

## Competición Profesional
Quake ya es conocido por su amplio uso en los deportes profesionales de electrónica y se ha visto su inclusión en muchos torneos de todo el mundo. Este último, Quake Champions, ha experimentado en los últimos meses un pedido o aumento en la futura participación de torneos profesionales debido a su actual popularidad. Quake Champions ya está confirmado para los siguientes torneos dentro de la escena de los eSports.
Futuros torneos profesionales en los que ya participó y participara Quake Champions:
- QuakeCon 2017  Completo
- DreamHack Winter 2017  Completo
- Intel Extreme Masters (IEM)  Por hacer

### Jugadores Profesionales de Quake Champions
Estos son algunos de los jugadores profesionales que han sobresalido en Quake Champions, basado en  antigüedad, trayectoria y participación en torneos profesionales.
Lista de los dieciseisavos de final del último QuakeCon (2017).
- Los premios son en USD.
- Esta lista incluye solo a los jugadores que participaron en modo Duel.

Los primeros 4 jugadores que ganaron premios.
- #1:  Nikita "clawz" Marchinsky ($100.000)
- #2:  Sander "Vo0" Kaasjager ($50.000)
- #3:  Anton "Cooller" Singov ($30.000)
- #4:  Tim "DaHanG" Fogarty ($20.000)

Los otros 12 jugadores que participaron, pero que no ganaron premios. 
 (Lista organizada alfabéticamente por seudónimo)
- Dan "astroboy" De Sousa
- Maciej "av3k" Krzykowski
- Pelle "fazz" Söderman
- Andrew "gellehsak" Ryder
- Marcel "k1llsen" Paul
- Richard "noctis" Gansterer
- Adrián "RAISY" Birgány
- Shane "rapha" Hendrixson
- Sebastian "Spart1e" Siira
- Kévin "strenx" Baéza
- Johan "toxjq" Quick
- Dmytro "Xron" Sakharuk

## Recepción y Crítica
Actualmente Quake Champions está siendo muy criticado por su método de microtransaciones ya que de entrada, ya que solo te dejará jugar con Ranger siendo el campeón más flojo de toda la plantilla teniendo que pasar por taquilla si quieres jugar con cualquier otro campeón más "fuerte". Recibiendo una fuerte crítica por ser un título pay to Win.